# Pentatlo moderno nos Jogos Olímpicos de Verão de 2020 - Masculino
O evento masculino do pentatlo moderno nos Jogos Olímpicos de Verão de 2020 foi realizado em 5 e 7 de agosto de 2021 em dois locais: Musashino Forest Sport Plaza (esgrima) e Estádio de Tóquio (natação, equitação e laser run). Um total de 36 pentatletas de 26 Comitês Olímpicos Nacionais (CON) participaram do evento.

## Qualificação
Apenas pentatletas individuais poderiam se qualificar no evento masculino, garantindo que um CON inscrevesse no máximo dois competidores. Se mais de dois pentatletas estivessem elegíveis, a vaga ociosa seria redistribuída.
As primeiras vagas foram atribuídas através dos cinco campeonatos continentais, que entregaram vinte vagas: uma para a África e a Oceania cada, cinco para a Ásia, oito para a Europa e cinco para as Américas. O vencedor da final da Copa do Mundo de 2019 da União Internacional de Pentatlo Moderno (UIPM) e os dois melhores dos Campeonato Mundiais de 2019 e 2021 também se garantiram. As vagas restantes foram distribuídas através do ranking mundial de 14 de junho de 2021.

## Calendário
Horário local (UTC+9)
| Data                | Horário | Fase                       |
| ------------------- | ------- | -------------------------- |
| 5 de agosto de 2021 | 13:00   | Esgrima (ranqueamento)     |
| 7 de agosto de 2021 | 14:30   | Natação                    |
| 7 de agosto de 2021 | 15:45   | Esgrima (bônus)            |
| 7 de agosto de 2021 | 17:15   | Equitação                  |
| 7 de agosto de 2021 | 19:30   | Laser run (tiro e corrida) |

## Medalhistas
| Ouro   | GBR Joe Choong     |
| Prata  | EGY Ahmed El-Gendy |
| Bronze | KOR Jun Woong-tae  |

## Resultados
Trinta e seis atletas participaram, com a ordem de término da corrida no laser run determinando a classificação final do evento.
Legenda
 ♦  Pontuação mais alta registrada em cada evento.
| Pos.              | Pentatleta         | CON                 | Natação Tempo (Pts.) | Esgrima Vitórias ER+EB (Pts.) | Equitação Tempo (Pts.) | Laser run Tempo (Pts.) | Total |
| ----------------- | ------------------ | ------------------- | -------------------- | ----------------------------- | ---------------------- | ---------------------- | ----- |
| Medalha de ouro   | Joe Choong         | GBR Grã-Bretanha    | 1:54.87 (321)        | 25+1 (252)♦                   | 75.37 (286)            | 11:17.53 (623)         | 1482  |
| Medalha de prata  | Ahmed El-Gendy     | EGY Egito           | 1:57.13 (316)        | 18+1 (209)                    | 82.54 (284)            | 10:32.47 (668)         | 1477  |
| Medalha de bronze | Jun Woong-tae      | KOR Coreia do Sul   | 1:57.23 (316)        | 21+0 (226)                    | 84.76 (289)            | 11:01.84 (639)         | 1470  |
| 4                 | Jung Jin-hwa       | KOR Coreia do Sul   | 1:57.85 (315)        | 23+1 (239)                    | 80.20 (293)            | 11:21.95 (619)         | 1466  |
| 5                 | Martin Vlach       | CZE República Checa | 2:07.19 (296)        | 16+0 (196)                    | 80.78 (300)♦           | 10:30.13 (670)♦        | 1462  |
| 6                 | Ádám Marosi        | HUN Hungria         | 1:59.50 (311)        | 20+0 (220)                    | 83.06 (297)            | 11:07.43 (633)         | 1461  |
| 7                 | Valentin Prades    | FRA França          | 2:00.73 (309)        | 19+3 (217)                    | 82.05 (270)            | 10:38.89 (662)         | 1458  |
| 8                 | Jan Kuf            | CZE República Checa | 2:02.32 (306)        | 23+0 (238)                    | 86.07 (294)            | 11:23.76 (617)         | 1455  |
| 9                 | James Cooke        | GBR Grã-Bretanha    | 1:53.80 (323)        | 18+0 (208)                    | 80.41 (293)            | 11:12.30 (628)         | 1452  |
| 10                | Alexander Lifanov  | ROC                 | 2:05.60 (299)        | 25+1 (251)                    | 79.02 (279)            | 11:19.18 (621)         | 1450  |
| 11                | Valentin Belaud    | FRA França          | 2:04.13 (302)        | 18+4 (212)                    | 78.16 (293)            | 11:05.74 (635)         | 1442  |
| 12                | Łukasz Gutkowski   | POL Polônia         | 2:00.59 (309)        | 19+1 (215)                    | 81.31 (278)            | 11:02.50 (638)         | 1440  |
| 13                | Sebastian Stasiak  | POL Polônia         | 2:04.59 (301)        | 18+0 (208)                    | 79.65 (286)            | 10:55.95 (645)         | 1440  |
| 14                | Pāvels Švecovs     | LAT Letônia         | 1:59.83 (311)        | 22+2 (234)                    | 81.97 (285)            | 11:40.67 (600)         | 1430  |
| 15                | Pavlo Tymoshchenko | UKR Ucrânia         | 2:06.84 (297)        | 22+1 (233)                    | 80.23 (293)            | 11:36.58 (604)         | 1427  |
| 16                | Gustav Gustenau    | AUT Áustria         | 1:56.93 (317)        | 18+2 (210)                    | 80.11 (300)♦           | 11:47.97 (593)         | 1420  |
| 17                | Ilya Palazkov      | BLR Bielorrússia    | 2:01.15 (308)        | 24+0 (244)                    | 83.21 (262)            | 11:35.78 (605)         | 1419  |
| 18                | Justinas Kinderis  | LTU Lituânia        | 2:02.84 (305)        | 24+2 (246)                    | 99.13 (247)            | 11:22.82 (618)         | 1416  |
| 19                | Fabian Liebig      | GER Alemanha        | 2:03.02 (304)        | 16+0 (196)                    | 74.32 (279)            | 11:08.69 (632)         | 1411  |
| 20                | Patrick Dogue      | GER Alemanha        | 2:04.27 (302)        | 11+1 (167)                    | 79.76 (300)♦           | 11:00.99 (640)         | 1409  |
| 21                | Luo Shuai          | CHN China           | 2:04.08 (302)        | 18+0 (208)                    | 82.65 (249)            | 10:54.13 (646)         | 1405  |
| 22                | Li Shuhuan         | CHN China           | 2:09.27 (292)        | 16+0 (196)                    | 82.14 (284)            | 11:08.89 (632)         | 1404  |
| 23                | Aleix Heredia      | ESP Espanha         | 2:07.78 (295)        | 16+4 (200)                    | 70.14 (286)            | 11:34.52 (606)         | 1387  |
| 24                | Ahmed Hamed        | EGY Egito           | 2:06.58 (297)        | 16+0 (196)                    | 80.20 (279)            | 11:25.85 (615)         | 1387  |
| 25                | Amro El Geziry     | USA Estados Unidos  | 1:52.96 (325)♦       | 16+2 (198)                    | 83.38 (290)            | 12:35.32 (545)         | 1358  |
| 26                | Róbert Kasza       | HUN Hungria         | 2:00.61 (309)        | 15+2 (192)                    | 92.49 (271)            | 11:58.88 (582)         | 1354  |
| 27                | Charles Fernández  | GUA Guatemala       | 1:58.16 (314)        | 13+1 (179)                    | 137.04 (219)           | 11:06.56 (634)         | 1346  |
| 28                | Shohei Iwamoto     | JPN Japão           | 2:03.75 (303)        | 12+1 (173)                    | 80.69 (279)            | 11:52.87 (588)         | 1343  |
| 29                | Pavel Ilyashenko   | KAZ Cazaquistão     | 2:06.99 (297)        | 15+1 (191)                    | 89.64 (270)            | 12:10.28 (570)         | 1328  |
| 30                | Sergio Villamayor  | ARG Argentina       | 2:10.34 (290)        | 11+0 (166)                    | 89.33 (270)            | 11:42.61 (598)         | 1324  |
| 31                | Ed Fernon          | AUS Austrália       | 2:10.85 (289)        | 9+3 (157)                     | 85.17 (288)            | 12:05.89 (575)         | 1309  |
| 32                | Alexander Savkin   | UZB Uzbequistão     | 2:06.64 (297)        | 7+0 (142)                     | 77.29 (279)            | 11:55.96 (585)         | 1303  |
| 33                | Duilio Carrillo    | MEX México          | 2:04.08 (302)        | 17+0 (202)                    | DSQ (0)                | 11:31.68 (609)         | 1113  |
| 34                | Esteban Bustos     | CHI Chile           | 2:05.24 (300)        | 18+0 (208)                    | DSQ (0)                | 11:52.66 (588)         | 1096  |
| 35                | Álvaro Sandoval    | MEX México          | 2:02.52 (305)        | 11+1 (167)                    | DSQ (0)                | 11:26.30 (614)         | 1086  |
| 36                | Lester Ders        | CUB Cuba            | 2:01.45 (308)        | 10+0 (160)                    | DSQ (0)                | 11:46.41 (594)         | 1062  |

Legenda
| Recorde mundial      | Recorde mundial (World record)               |                       | Recorde africano                      | Recorde africano (African) |                                           | Q | Classificado por posição (Qualified) |
| Recorde olímpico     | Recorde olímpico (Olympic record)            | Recorde da América    | Recorde da América (Americas)         | q                          | Classificado por melhor tempo (Qualified) |   |                                      |
| Melhor marca do ano  | Melhor marca do ano (World leading)          | Recorde asiático      | Recorde asiático (Asian)              | DNS                        | Não largou (Did not start)                |   |                                      |
| Recorde nacional     | Recorde nacional (National record)           | Recorde europeu       | Recorde europeu (European)            | DNF                        | Não terminou (Did not finish)             |   |                                      |
| Recorde pessoal      | Recorde pessoal do atleta (Personal best)    | Recorde da Oceania    | Recorde da Oceania (Oceania)          | DSQ / DQ                   | Desclassificado (Disqualified)            |   |                                      |
| Recorde da temporada | Recorde da temporada do atleta (Season best) | Recorde sul-americano | Recorde sul-americano (South America) | NM                         | Sem marca (No mark)                       |   |                                      |

## Recordes
| Recordes olímpicos quebrados durante os Jogos de 2020 | Recordes olímpicos quebrados durante os Jogos de 2020 | Recordes olímpicos quebrados durante os Jogos de 2020 |
| ----------------------------------------------------- | ----------------------------------------------------- | ----------------------------------------------------- |
| Natação                                               | USA Amro El Geziry                                    | 1:52.96 (325 pts)                                     |
| Laser run                                             | CZE Martin Vlach                                      | 10:30.13 (670 pts)                                    |
| Total                                                 | GBR Joe Choong                                        | 1482 pts                                              |